# 哈利奇
參數所指定的目標頁面不存在，建議更正成存在頁面或直接建立下列一個頁面（建立前請先搜尋是否有合適的存在頁面可以取代）：
- 哈利奇 (消歧義)

哈利奇（烏克蘭語：Галич，羅馬化：Halych，發音：[ˈɦɑlɪtʃ] ⓘ；或按俄語名譯加利奇）是乌克兰西部伊万诺-弗兰科夫斯克州伊万诺-弗兰科夫斯克区哈利奇市镇内的城市及该市镇的行政中心，2020年7月18日前为哈利奇區的行政中心。該市位於西部德涅斯特河畔，距離州府伊万诺-弗兰科夫斯克23公里，面積24.67平方公里，2022年人口数量为6,086人。

## 友好城市
- 乌克兰 兹维亚赫尔（2014年11月5日）

## 图集

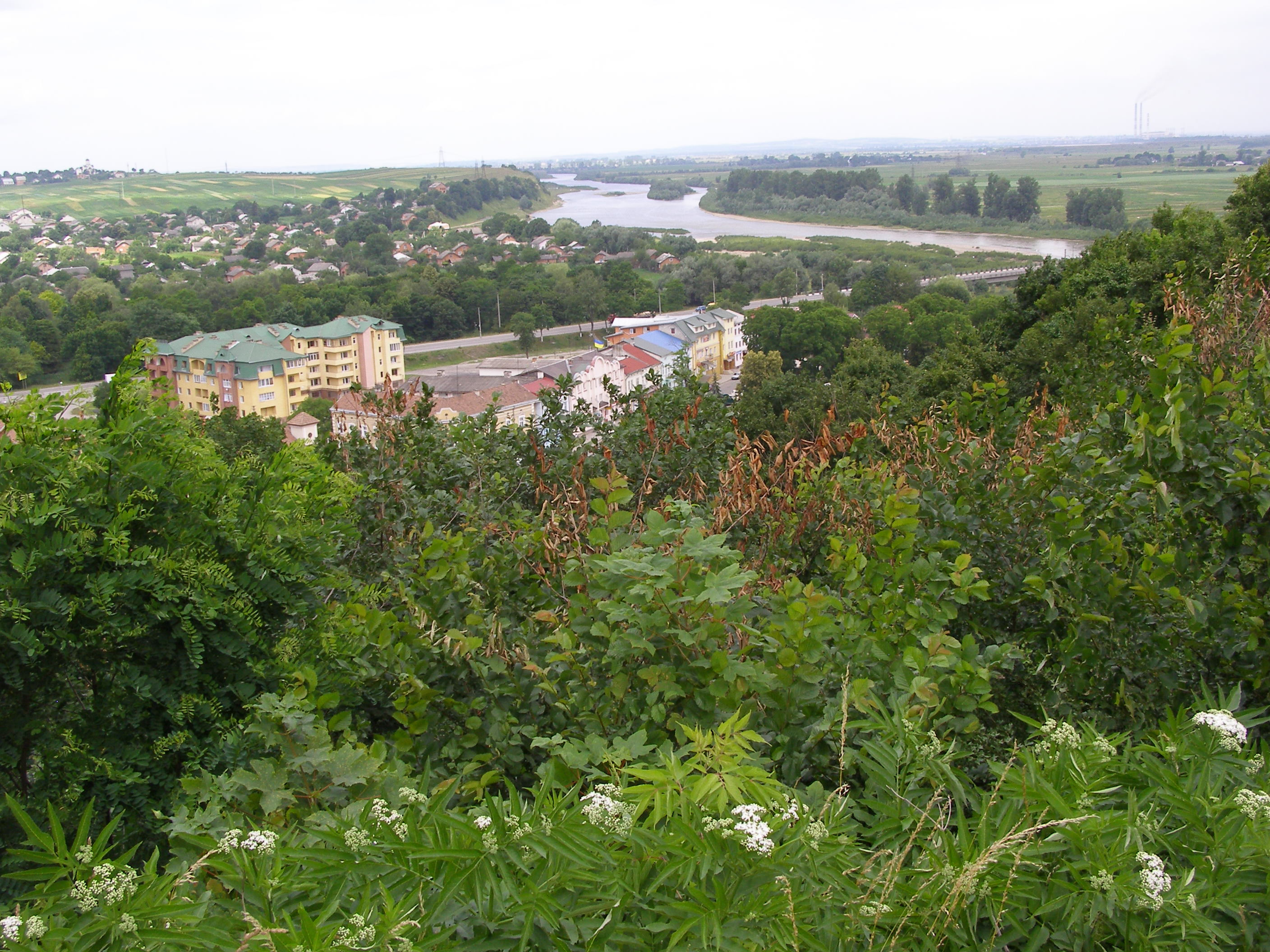
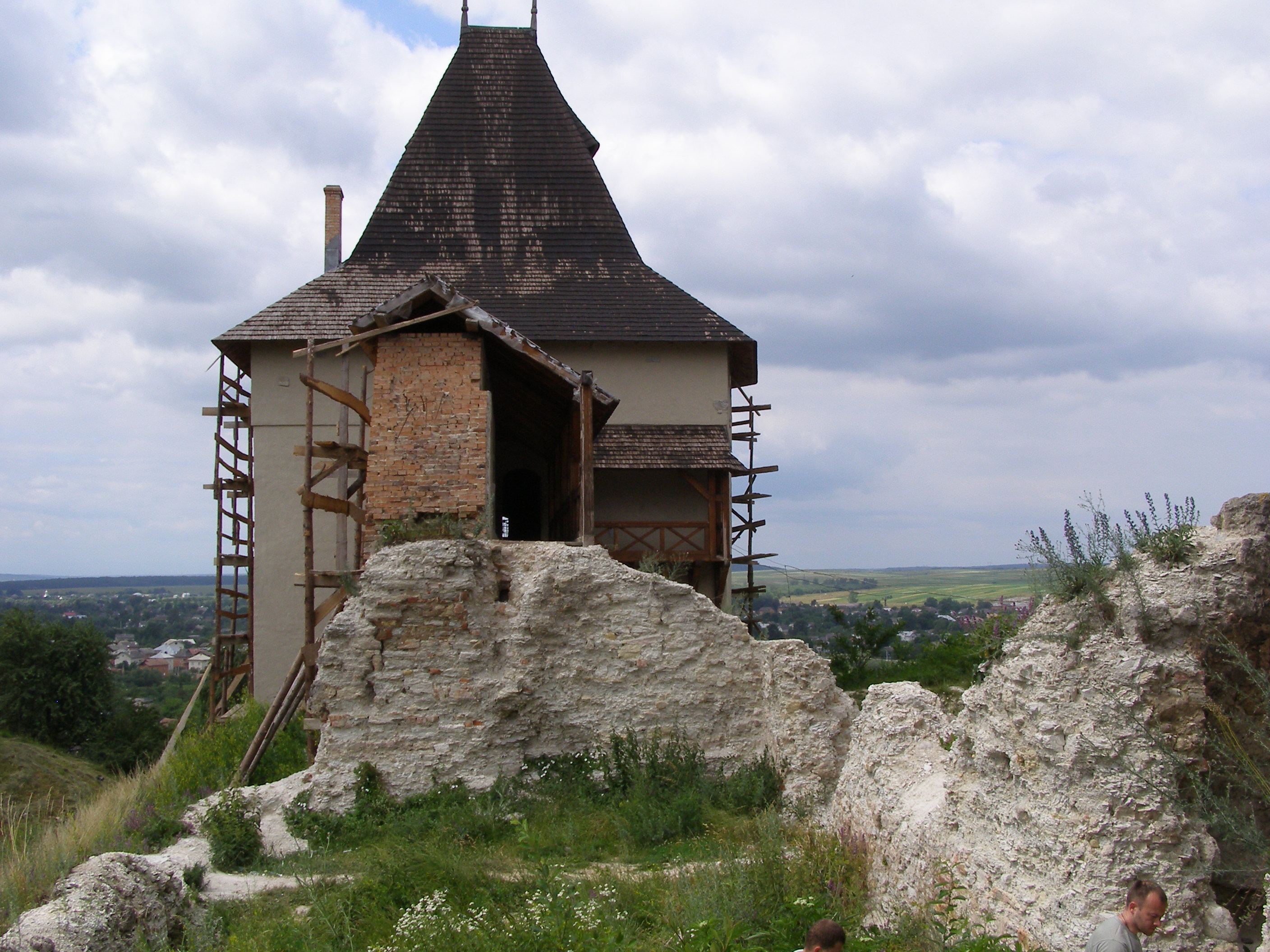
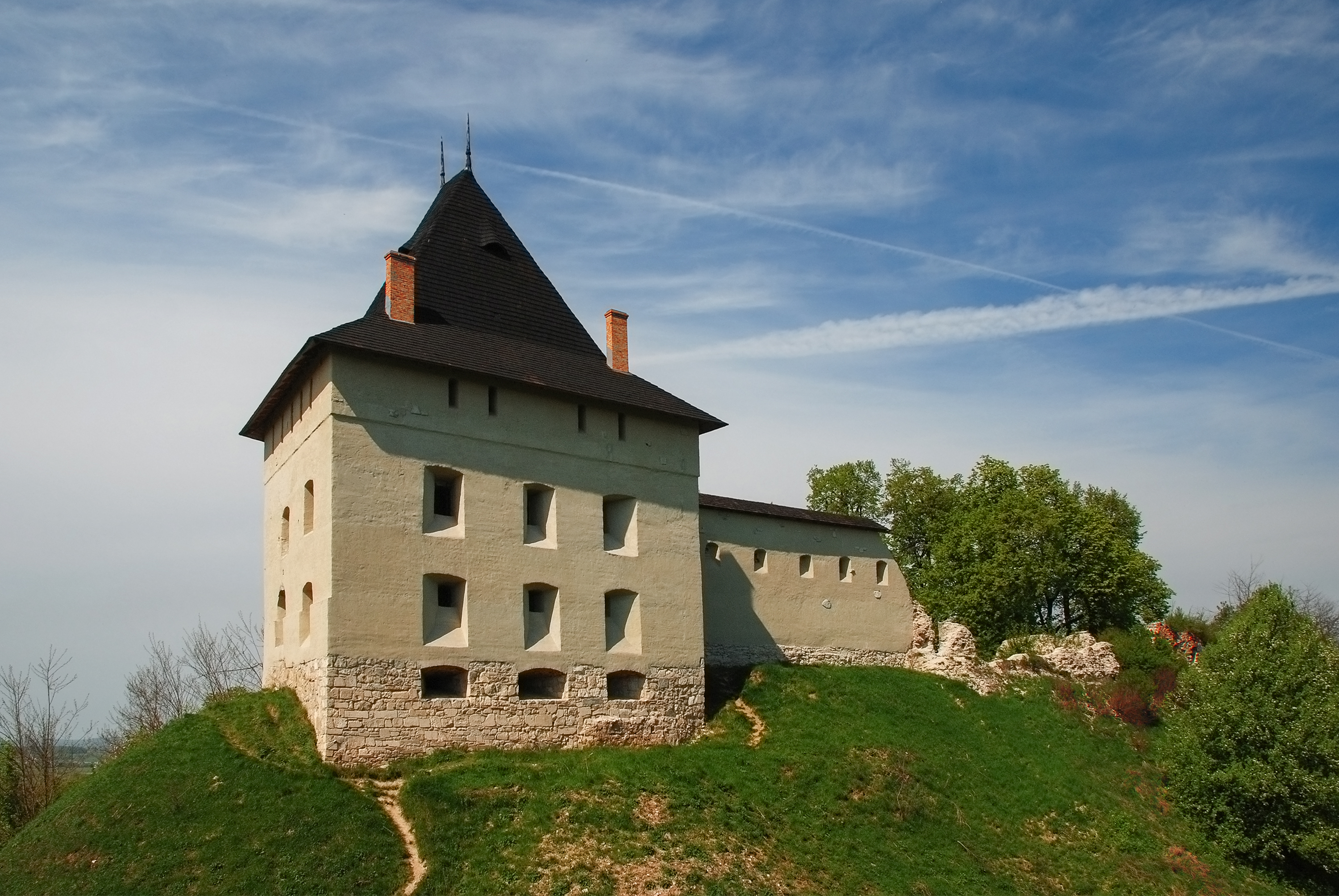
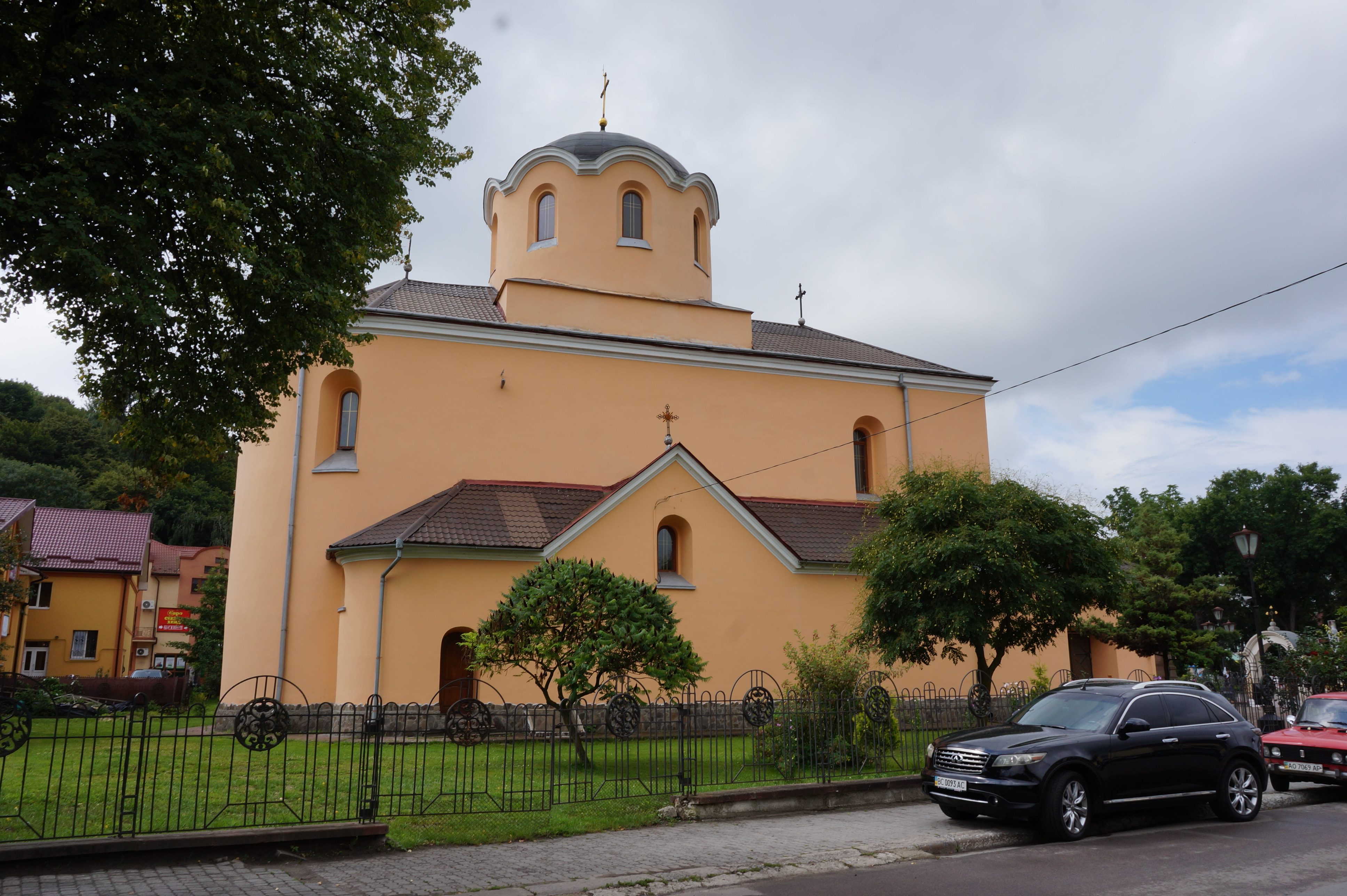
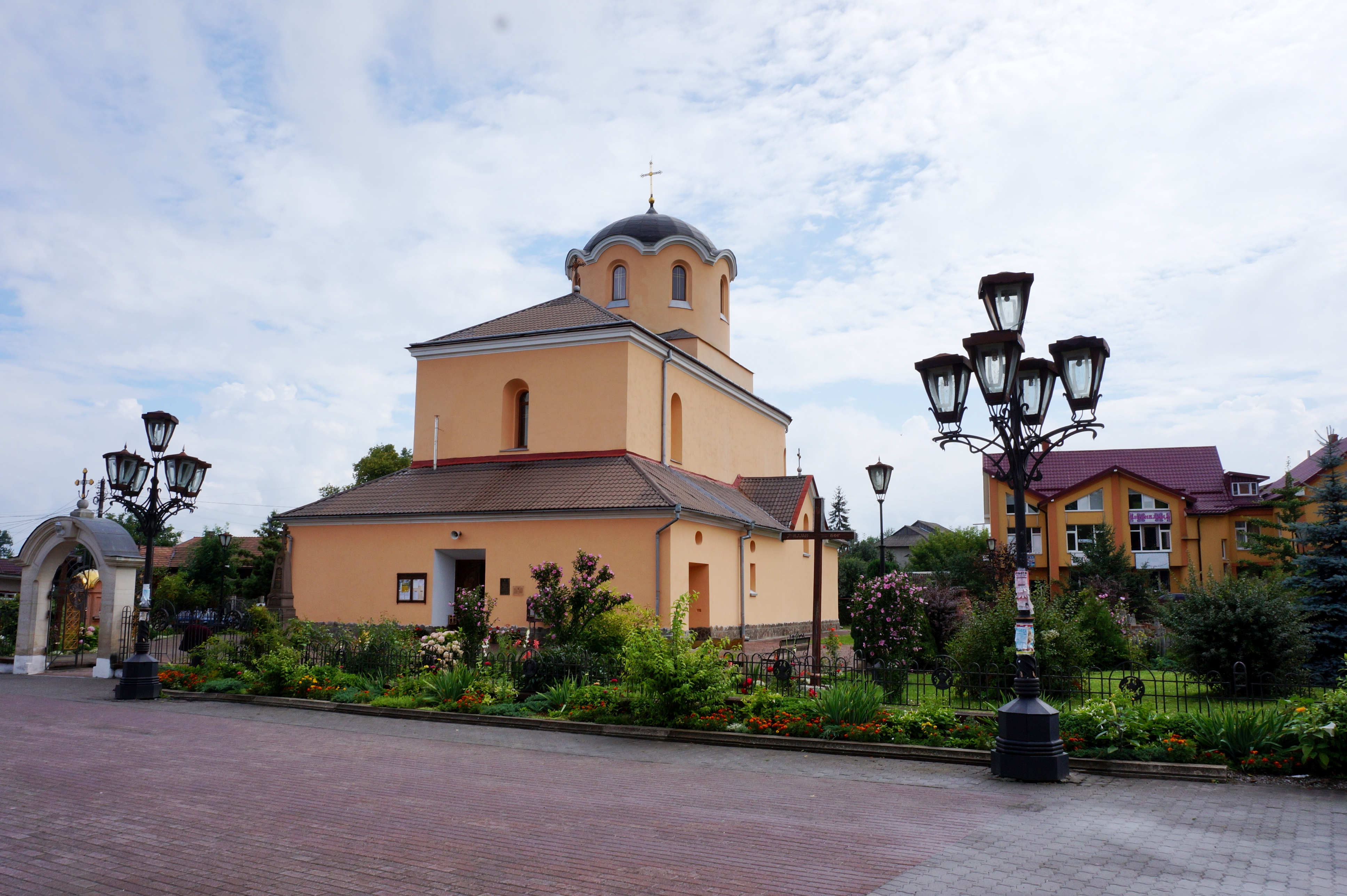
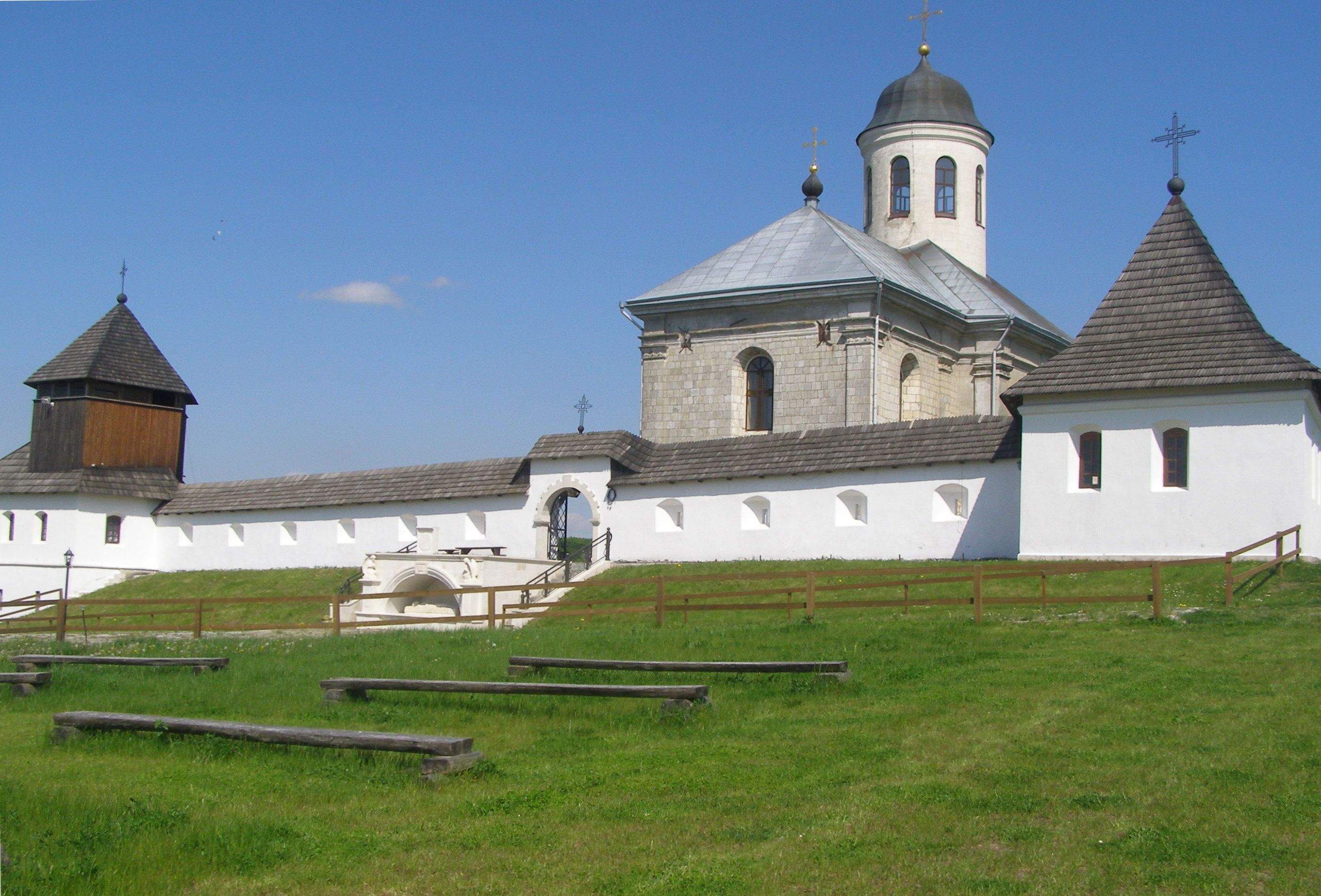
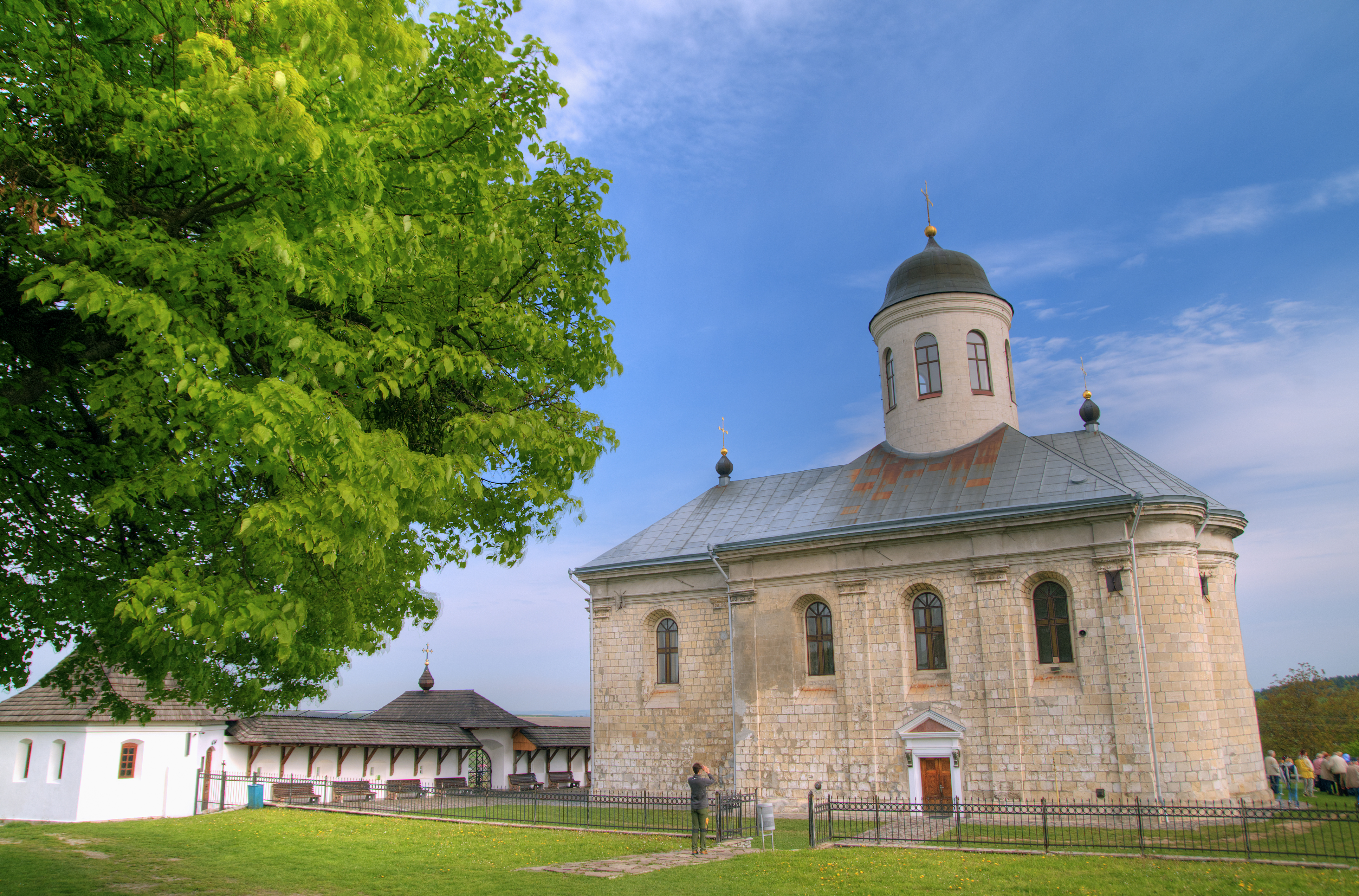
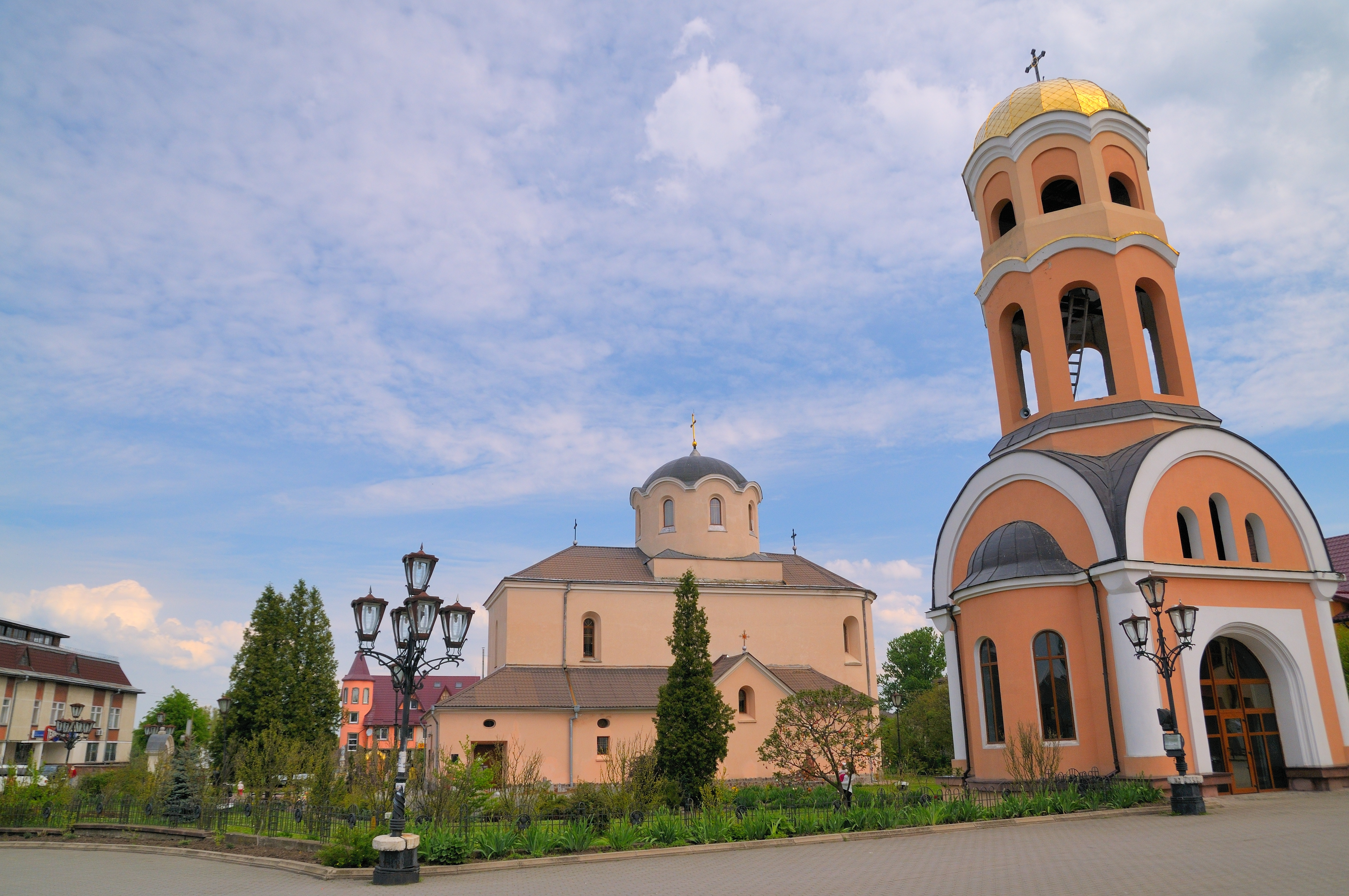
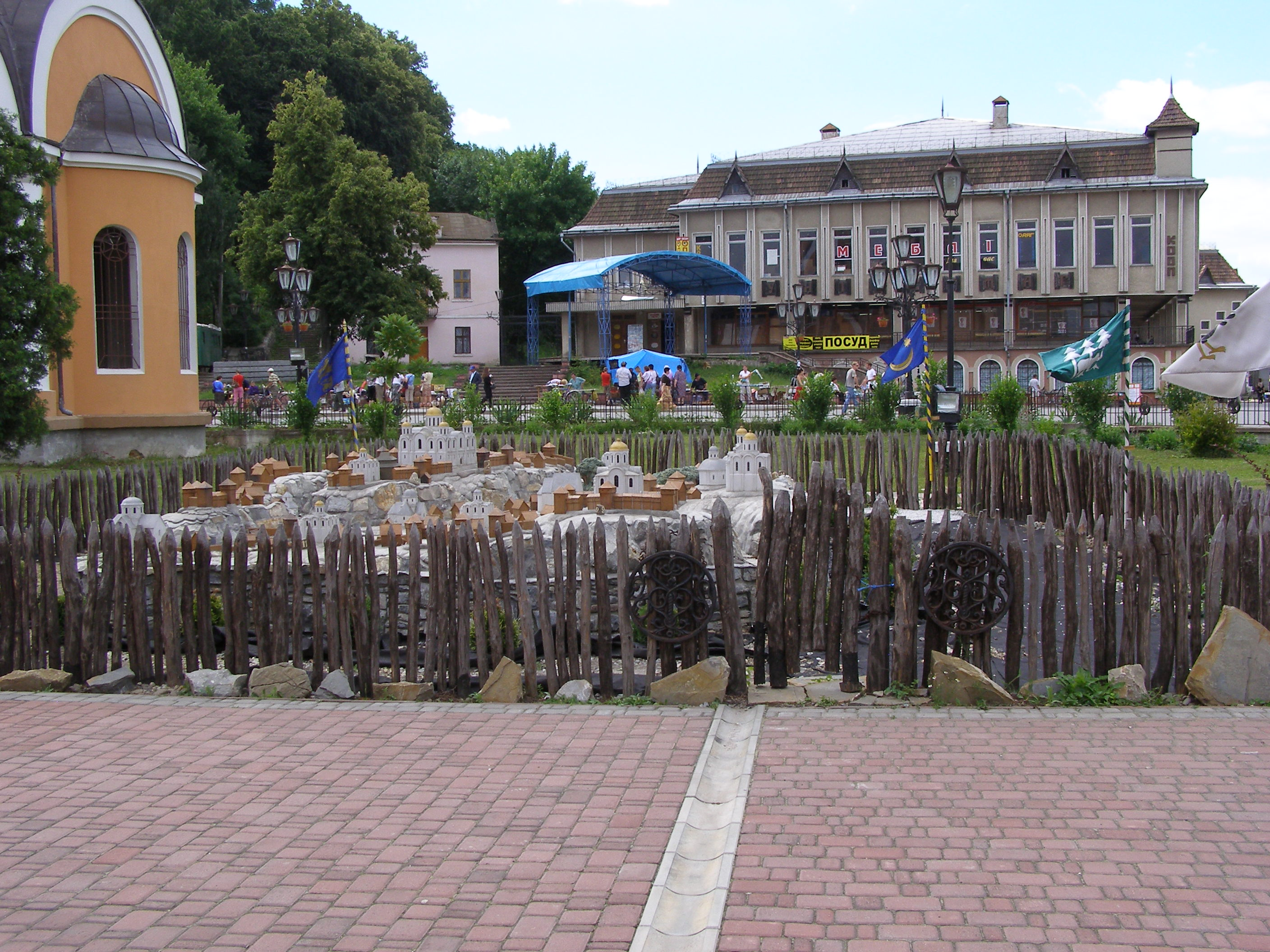